# 松江兒童合唱團
松江兒童合唱團，為台灣一家商業兒童合唱團，由張豐吉成立，以原臺北市中山區吉林國民小學合唱團為班底所組成。:E7:62於1970年代最為人所知的是演唱了許多卡通主題曲，如《科學小飛俠》、《海王子》、《小天使》等。1979年，張豐吉團長率團前往美國巡迴演出，表演地包含洛杉磯華校及狄斯耐樂園。:7於1980年代最為人所知的是演唱公共電視節目兒童節目《爆米花》主題曲。參與的流行歌曲則有《明天會更好》、《亞細亞的孤兒》、《娃娃在哭了》。松江兒童合唱團的原班底「吉林國小合唱團」，被認為是臺灣電視界的中文卡通主題曲的先驅。:E7趙詠華就讀吉林國小時，曾被音樂老師網羅參與松江兒童合唱團，錄製卡通歌曲。

## 專輯
較知名的專輯有1976年開始的《兒童之歌》系列、《好好聽童謠專輯》、1986年《真善美的童謠世界》、《哼哼唱唱童謠兒歌》、《般若波羅蜜多心經》以及1996年《英文聖誕歌V.S.中文聖誕歌》。